# Baron Wentworth

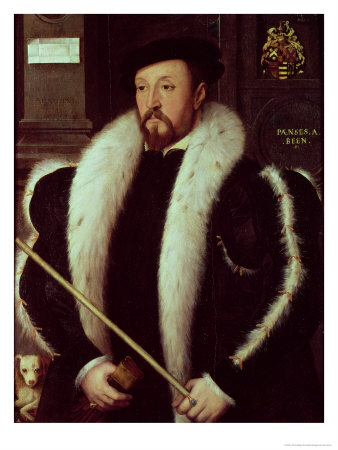
Thomas Wentworth, 1. Baron Wentworth

Baron Wentworth ist ein erblicher britischer Adelstitel in der Peerage of England.

## Verleihung
Der Titel wurde am 2. Dezember 1529 für Sir Thomas Wentworth geschaffen. Dieser war ein bedeutender Höfling in der Tudorzeit. Er stieg bis zum Lord Chamberlain of the Household auf.
Wie bei vielen alten Baronien der Peerage of England erfolgte die Erschaffung nicht durch Ernennung einer Person zum Peer (Letters Patent), sondern dadurch, dass die Person aufgefordert wurde, einen Sitz im Oberhaus einzunehmen (Writ of Summons). Eine Besonderheit dieser Baronien by writ ist, dass sie auch in der weiblichen Linie vererbt werden können, wenn keine Söhne vorhanden sind. Allerdings gilt zwischen mehreren Schwestern -anders als bei Brüdern- nicht der Grundsatz der Primogenitur. Da der Titel aber weder geteilt noch gemeinsam gehalten werden kann, ruht der Titel dann, wenn keine Söhne, jedoch mehrere Töchter vorhanden sind (falls into abeyance). Jeder Mitberechtigte kann dann bei der Krone die Beendigung des Ruhens beantragen. So ruhte der Titel von 1815 bis 1856.

## Weitere Titel
Der erste Baron war ein Nachkomme von Philip le Despencer, 2. Baron le Despencer und beanspruchte den 1397 geschaffenen Titel Baron le Despencer, der seit dessen Tod im Jahre 1424 ruht. Dieser Titel wird seit dieser Zeit vom jeweiligen Titelinhaber beansprucht.
Der vierte Baron wurde am 5. Februar 1626 zum Earl of Cleveland erhoben. Der Titel erlosch bereits bei seinem Tod 1667.
Am 5. Mai 1762 wurde der neunte Baron zum Viscount Wentworth erhoben. Dieser Titel erlosch mit dem Tod seines Sohnes im Jahr 1815.
Der dreizehnte Baron erbte von seinem Vater den Titel Earl of Lovelace. Bei seinem Tod im Jahr 1906 fiel die Baronie an seine Tochter, während die Earlswürde seinem Halbbruder zufiel.
Die sechzehnte Baroness heiratete Neville Bulwer-Lytton, einen Sohn des bekannten Diplomaten und Schriftstellers Robert Bulwer-Lytton, 1. Earl of Lytton, der dann auch dessen Titel erhielt. Deren gemeinsamer Sohn erbte beide Titel. Seit 1957 wird die Baronie als nachgeordneter Titel des jeweiligen Earl of Lytton geführt.

## Liste der Barone Wentworth (1529)
- Thomas Wentworth, 1. Baron Wentworth (1501–1551)
- Thomas Wentworth, 2. Baron Wentworth (1525–1584)
- Henry Wentworth, 3. Baron Wentworth (1558–1593)
- Thomas Wentworth, 1. Earl of Cleveland, 4. Baron Wentworth (1591–1667)
- Thomas Wentworth, 5. Baron Wentworth (1612–1665) (folgte 1640 durch Writ of Acceleration)
- Henrietta Wentworth, 6. Baroness Wentworth (1660–1686)
- Anne Lovelace, 7. Baroness Wentworth (1623–1697)
- Martha Johnson, 8. Baroness Wentworth (1667–1745)
- Edward Noel, 1. Viscount Wentworth, 9. Baroness Wentworth (1715–1774)
- Thomas Noel, 2. Viscount Wentworth, 10. Baroness Wentworth (1745–1815) (Baronie abeyant 1815)
- Anne Noel, 11. Baroness Wentworth (1792–1860) (Abeyance beendet 1856)
- Byron King-Noel, Viscount Ockham, 12. Baron Wentworth (1836–1862)
- Ralph King-Milbanke, 2. Earl of Lovelace, 13. Baron Wentworth (1839–1906)
- Ada King-Milbanke, 14. Baroness Wentworth (1871–1917)
- Anne Blunt, 15. Baroness Wentworth (1837–1917)
- Judith Blunt-Lytton, 16. Baroness Wentworth (1873–1957)
- Noel Lytton, 4. Earl of Lytton, 17. Baron Wentworth (1900–1985)
- John Lytton, 5. Earl of Lytton, 18. Baron Wentworth (* 1950)

Titelerbe (Heir apparent) ist der Sohn des aktuellen Titelinhabers Philip Lytton, Viscount Knebworth (* 1989).